# Кувардинск
Кувардинский (Кувардинск) - исчезнувший посёлок, входивший в состав Батаминского муниципального образования Зиминского района.

## История
Населённый пункт Кувардинский (Кувардинск) был основан в 1921 году. В это время там насчитывалось 36 хозяйств (по данным «Похозяйственной книги»). В 1920—1930-е годы посёлок входил в состав Батаминского сельсовета Зиминского района. Согласно переписи 1926 года, насчитывалось 23 хозяйства, проживало 113 человек (61 мужчина и 52 женщины). На 1945 год насчитывалось примерно 55 дворов, функционировали начальная школа, магазин и клуб, был колхоз «Луч тайги», организованный в 1934-1940 годах, птицеферма (Из «Исторической справки о Батаминском сельском совете трудящихся Зиминского района Иркутской области». В результате крупного лесного пожара 1946 (по другим данным - 1945 года) населённый пункт перестал существовать.